# KV50
A tumba KV50 (acrônimo de "King's Valley #50"), no Vale dos Reis em Egito, continha múmias de animais que eram, provavelmente, de Amenófis II,  enterrado próximo desta (na KV35), mas esta teoria ainda não pôde ser comprovada. A tumba foi saqueada na antiguidade e encontra-se inacessível atualmente. A KV50 faz parte de um grupo de três tumbas, juntamente com a KV51 e a KV52, destinadas a animais mumificados como cachorros, gatos e macacos.